# Campeonato Alemão de Hóquei em Patins 2022-23
O Campeonato Alemão de Hóquei em Patins de 2022-23 foi a 90.ª edição do principal escalão do campeonato alemão de Hóquei em Patins. A competição, organizada pela DRIV (Deutscher Rollsport
& Inline- Verband), foi disputada por 6 clubes.
O vencedor da fase regular e dos playoff, foi o SK Germania Herringen que conquistou o seu 7º título.

## Fase Regular
| Pos | Equipe                | Pts | J  | V  | E | D  | GP  | GC  | SG  | Classificação ou descenso |
| --- | --------------------- | --- | -- | -- | - | -- | --- | --- | --- | ------------------------- |
| 1   | SK Germania Herringen | 36  | 15 | 12 | 0 | 3  | 116 | 51  | +65 | Apurado para os Playoff   |
| 2   | RSC Cronenberg        | 30  | 15 | 10 | 0 | 5  | 88  | 60  | +28 | Apurado para os Playoff   |
| 3   | RESG Walsum           | 27  | 15 | 9  | 0 | 6  | 84  | 49  | +35 | Apurado para os Playoff   |
| 4   | TUS Dusseldorf-Nord   | 24  | 15 | 8  | 0 | 7  | 56  | 68  | −12 | Apurado para os Playoff   |
| 5   | IGR Remscheid         | 15  | 15 | 5  | 0 | 10 | 47  | 82  | −35 |                           |
| 6   | RSC Darmstadt         | 3   | 15 | 1  | 0 | 14 | 41  | 122 | −81 |                           |

## Playoffs
|  | Meias Finais | Meias Finais          | Meias Finais | Meias Finais | Meias Finais |  |   | Final                 | Final | Final | Final | Final |
|  |              |                       |              |              |              |  |   |                       |       |       |       |       |
|  |              |                       |              |              |              |  |   |                       |       |       |       |       |
|  | 1            | SK Germania Herringen | 5            | 4            |              |  |   |                       |       |       |       |       |
|  | 4            | TUS Dusseldorf-Nord   | 3            | 2            |              |  |   |                       |       |       |       |       |
|  |              |                       |              |              |              |  | 1 | SK Germania Herringen | 5     | 5     |       |       |
|  |              | 3                     | RESG Walsum  | 4            | 4            |  |   |                       |       |       |       |       |
|  | 3            | RESG Walsum           | 5            | 1            | 4            |  |   |                       |       |       |       |       |
|  | 2            | RSC Cronenberg        | 4            | 4            | 1            |  |   |                       |       |       |       |       |

## Campeão
| Campeonato Alemão de Hóquei em Patins 2022–23 |
| --------------------------------------------- |
| SK Germania Herringen 7º Título               |